# Bohemannia manschurella
Bohemannia manschurella là một loài bướm đêm thuộc họ Nepticulidae. Nó được miêu tả bởi Puplesis năm 1984. Loài này có ở vùng Viễn Đông Nga và Nhật Bản.